# Elsie De Wachter
Elsie De Wachter (Willebroek, 27 maart 1943) is een Belgisch politica voor de SP/sp.a. Zij was burgemeester van Willebroek.

## Levensloop
De Wachter was in 1970 voor het eerst kandidate bij de gemeenteraadsverkiezingen in Willebroek en werd meteen  verkozen tot gemeenteraadslid. Twaalf jaar later werd ze schepen van Sociale Zaken. In 1999 volgde ze Louis Van Ighem op als burgemeester van Willebroek.
Bij de gemeenteraadsverkiezingen van 2000 behaalde ze als lijsttrekker 2116 stemmen. Alhoewel zowel haar partij als coalitiepartner CVP zetels verloren, bleef ze burgemeester met dezelfde coalitie als voorheen. In 2004 nam ze ontslag als burgemeester en eind dat jaar stopte ze ook als gemeenteraadslid.